# Jan Topić
Jan Tomislav Topić Feraud (Guayaquil, 23 de abril de 1983) es un exmilitar, economista, político y empresario francoecuatoriano relacionado al sector de la seguridad.

## Biografía
Nació el 23 de abril de 1983, en la ciudad ecuatoriana de Guayaquil. Es hijo del empresario Tomislav Topić.
Tras realizar estudios de Economía en la Universidad de Pensilvania (2001-2005), obtuvo el título de bachiller en Ciencias Económicas y Matemáticas. Posteriormente, obtuvo una maestría en Econometría y Economía cuantitativa (2010-2012), por la Escuela de Economía de Londres. Además, ha cursado cursos de liderazgo y gestión en la Universidad de Harvard y de seguridad internacional y gestión estratégica en la Harvard Extension School.
Recibió formación militar en la Legión Extranjera Francesa y asegura haber combatido en Ucrania (2022), Siria y África. Por este hecho, ha sido acusado de mercenario, de lo que se defendió aduciendo ser un soldado profesional de élite que ha combatido por Francia debido a su doble nacionalidad entre 2006 y 2012.

### Carrera empresarial
Se desempeña como presidente de Telconet, empresa fundada por su padre, desde 2010. Además de esto, según los registros de la Superintendencia de Compañías, es administrador en ocho empresas, entre las que están Academseg, Transcorpecuador e Inmobiliaria Leonortres, y es accionista en siete compañías.
En 2019 Tomislav y Jan Topić, además de otros directivos de Telconet, fueron investigados por acusaciones de lavado de dinero en el marco del caso Odebrecht.

## Carrera política
En abril de 2023, el presidente Guillermo Lasso lo seleccionó para reemplazar al secretario de seguridad, Diego Ordóñez. Esta elección causó controversia por las acusaciones hechas hacia Topić de ser un mercenario, además de publicaciones suyas en redes sociales en las que habría hecho apología a las violaciones de los derechos humanos. Aunque él aceptó el puesto, luego el presidente decidió no nombrarlo, en su lugar fue nombrado el general en servicio pasivo Wagner Bravo.

### Candidato presidencial (2023)
Posteriormente, en mayo de 2023, y con la activación de la muerte cruzada, se presentó como precandidato a las elecciones presidenciales del mismo año, siendo respaldado por el Partido Social Cristiano. El abogado y candidato de 2021, Pedro José Freile, fue anunciado brevemente como su compañero de fórmula, hasta que el Consejo Nacional Electoral dictaminó que la elección de 2023 debe tener paridad en las candidaturas entre hombres y mujeres. Posteriormente, la periodista y abogada Diana Jácome fue confirmada como compañera de fórmula de Topić. Su candidatura fue respaldada por el Partido Sociedad Patriótica, de Lucio Gutiérrez, y Centro Democrático, de Jimmy Jairala. La plataforma política de Topić se ha enfocado principalmente en combatir la delincuencia y los altos índices de criminalidad en el Ecuador, citando su experiencia en el área de seguridad. El País comparó a Topić con el presidente del El Salvador, Nayib Bukele, en su retórica en contra de la delincuencia.
Dos encuestas realizadas el 9 de agosto, el día del asesinato de Fernando Villavicencio, encontraron a Topić en el tercer lugar por poco detrás de Villavicencio en el segundo lugar con Luisa González en el primer lugar. Tras el asesinato de Villavicencio, en un video difundido en las redes sociales, un grupo criminal conocido como los Lobos se atribuyó la autoría del ataque y amenazó con asesinar a Topić.
El 12 de agosto, una encuesta encontró a Topić por poco detrás de González en el primer lugar con un 21,7 % frente al 24,9 % de González.

### Fallida candidatura presidencial (2025)
Jan Topić se había inscrito como candidato presidencial por el Partido SUMA y posteriormente, su candidatura fue objetada por el Partido Sociedad Patriótica y Pachakutik, argumentando que fue accionista de empresas que tenían contratos con el Estado. El Consejo Nacional Electoral desechó ambas objeciones y calificó la candidatura de Topic. Pero el PSP y Pachakutik presentaron recursos ante el Tribunal Contencioso Electoral, para revertir la decisión del CNE. En el TCE, ambos recursos fueron unificados en una sola causa, que cayó en manos del juez Ángel Torres, cuestionado por sus vínculos con Acción Democrática Nacional, el partido de gobierno. Por tal motivo, SUMA le pidió al juez Torres excusarse de tratar el caso, pero Torres hizo caso omiso y, el 10 de noviembre, con cuatro votos a favor, el TCE descalificó la candidatura de Topić.
La sentencia del Tribunal Contencioso Electoral de 10 de noviembre de 2024, afirma en el juicio 216-2024, que Jan Topic Feraud continúa en calidad de procurador común del Consorcio Tránsito Seguro Manta, debido a que no se ha otorgado escritura modificatoria a la escritura de constitución de dicho consorcio, otorgada el 30 de marzo de 2017 ante la notaria primera de Portoviejo. Afirma que los actos de otorgamiento de un nuevo poder a otro procurador común no modifica la calidad de procurador común de Topic.
A los pocos días, la Agencia de Regulación y Control de Telecomunicaciones (Arcotel) retiró, de manera unilateral, la operación del principal cable submarino de Ecuador a la empresa de telecomunicaciones Telconet, propiedad de la familia Topić. Incluso, para el 21 de noviembre de 2024, Topić fue notificado por Fiscalía para rendir su versión libre y voluntaria en una denuncia interpuesta en su contra por presunta intimidación.

## Ideología
Topić ha negado definirse como un político de izquierda, ni de centro, ni de derecha. Por centrar su campaña en la delincuencia y su discurso intransigente para con el crimen, se lo apodó desde varios medios de comunicación como el «Bukele ecuatoriano», de cuya política de seguridad siempre se ha declarado admirador.